# Caitlyn Jenner
Caitlyn Marie Jenner (rojena 28. okrobra 1949 kot William Bruce Jenner) je ameriška zvezda resničnostne televizije in olimpijska zmagovalka v deseteroboju.
Njeni hčeri sta Kendall in Kylie Jenner, njena pastorka pa Kim Kardashian.
Jenner se je razkrila kot transspolna ženska aprila 2015 v reviji Vanity Fair.